# ديف كومر
ديف كومر (بالإنجليزية: Dave Comer)‏ هو مصور نيوزيلندي، ولد في 26 يوليو 1956 في دنيدن في نيوزيلندا، وتوفي في 25 ديسمبر 2014 في نيوزيلندا بسبب سرطان.

## وصلات خارجية
- ديف كومر على موقع IMDb (الإنجليزية)